# Gigea (moglie di Aminta III)
Gigea (in greco antico: Γυγαίη?, Ghygàie; fl. IV secolo a.C.) fu la seconda moglie del sovrano macedone Aminta III, re dal 392 al 370 a.C.

## Biografia

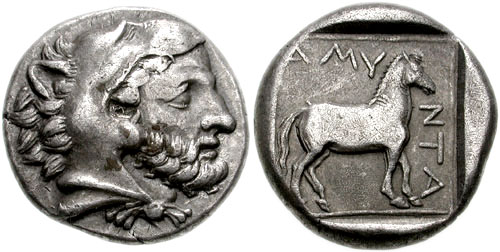
Moneta di Aminta III, marito di Gigea.

Si hanno poche notizie della vita di Gigea; gli studiosi suppongono che appartenesse alla dinastia Argeade a causa dell'omonimia con la figlia di Aminta I, anche se questo nome potrebbe essere stato altrettanto comune in altre famiglie.
Giustino testimonia che Gigea sposò il re di Macedonia Aminta III e da lui ebbe tre figli: Archelao, Arrideo e Menelao. Aminta aveva anche un'altra moglie (la poligamia era ammessa in Macedonia), di nome Euridice. Il fatto che sia Giustino che Diodoro riportino che Alessandro, il primogenito di Euridice, fosse il primo dei figli di Aminta, oltre al fatto che nessuno dei figli di Gigea divenne re, mentre tutti e tre i figli di Euridice lo furono, fa dedurre agli storici che Gigea fosse la seconda moglie del re ed Euridice la prima.
Giustino riporta anche il fatto che i tre figli di Gigea furono tutti fatti uccidere dal re Filippo II, terzo figlio di Euridice, perché avevano pretese sul trono di Macedonia. In particolare, lo storico romano racconta che Filippo assediò Olinto per eliminare due dei figli di Gigea, dopo che aveva già ucciso il terzo.